# Sumatra PDF
El SumatraPDF és un visor de documents PDF lliure per a Windows. L'última versió és la 3.4.6. Ha sigut publicada sota llicència GPLv2. Permet de triar la llengua de la interfície entre una gran varietat d'idiomes.
Es diferencia d'altres visors, com el d'Adobe pel fet que ocupa menys espai i consumeix molts menys recursos.
El seu autor és Krzysztof Kowalczyk, si bé ha rebut ajut d'altres persones per la traducció.